# Malpica de Bergantiños
Malpica de Bergantiños – rybackie miasto w Hiszpanii, w prowincji A Coruña, we wspólnocie autonomicznej Galicja.
Pierwsze wzmianki o mieście pochodzą z XIII wieku. Miejscowość stanowiła wtedy część arcybiskupstwa w Santiago de Compostela. W XVII wieku miasto stało się ważnym ośrodkiem rybołówstwa, w szczególności wielorybnictwa.
W miejscowości znajduje się romański kościół Santiago en Mens z XII wieku.